# The X-Union
The X-Union, svensk musikgrupp, bildad 1989 under namnet Mr Tiger.
Efter deltagande i den rikstäckande tävlingen "Band Explosion" fick bandet ett skivkontrakt och åkte till Danmark för att spela in albumet Identitet Rock & Roll som gavs ut 1992.
Efter detta började bandet om på ny kula. Svenska texter byttes mot engelska och keyboardisten Fredrik Lindwall hoppade av. Bandet släppte singeln "The Morning Will Come". Sedan började man arbetet på albumet Dash som kom ut sommaren 1997. Efter detta blev bandet vilande förutom ett inhopp på en julsamling 1998. Bandet spelade flitigt runt om i Sverige och Norden.
Mr Tiger bildades i Umeå 1989. Originalbandet bestod av Mikael Reinholdsson – bas, Björn Tegström – gitarr,  Lars Öhman – trummor, Fredrik Lindvall – keyboards och Börje Reinholdsson på sång.
Bandet steg in på Tonteknik Studio i Umeå februari 1990 för att spela sin första demo med Pelle Henricsson bakom spakarna. Efter inspelningarna valde gitarristen Björn Tegström att lämna bandet och ersattes av Ulf Larsson. Med en rykande färsk demo i bakfickan så lyckades bandet få en plats i den nordiska finalen av Yamaha Band Explosion som gick av stapel på Rondo i Göteborg i oktober 1990. Då Ulf  hade engagemang i Ryssland och Mikael spelade med det finska bandet Wild Force så fick tävlingen genomföras med vikarier på gitarr och bas. Bandet kom 3:a i tävlingen och lyckades få det danska skivbolaget Bums Records intresserat av bandet. Efter lite förhandlingar så skrev bandet på ett skivkontrakt i december 1990.
Under 1991 inledde bandet inspelningarna av skivan ”Identitet Rock&Roll” på Krajbjerg Studio, Århus i Danmark. Plattan fick blandad kritik när den släpptes 1992 och bandet begav sig ut på turné. När bandet kom tillbaka så nåddes man av nyheten att skivbolaget gått i konkurs. I samma veva som detta händer väljer Fredrik Lindwall att lämna bandet. Bandet valde att fortsätta trots allt. Bandet förändrade sitt sound och blev mer aggressivt och gitarrbaserat, bytte ut svenska texter mot engelska samt bytte namn på bandet till The X-Union.
I juni 1993 steg bandet ånyo in i Tonteknik studio för att spela in singeln The morning will come/ I´m a rock n´roller. Bandet använde sig av stråkar från Umeå Sinfonietta arrangerat av Ronald Wikström. Singeln släpptes i november 1994 på det lokala bolaget Zakana Records och bandet begav sig åter ut på turné. 1995 beslutade sig bandet för att spela in en ny fullängdare. Inspelningarna påbörjas på The Electric Room Studio i Umeå. Under två år höll bandet på med inspelningarna, som skulle komma att gästas av lokala musiker som Lisa Miskovsky, Christer Lindberg, Ronald Vikström, Fredrik Lindvall, Rickard Frohm, Andreas Sundgren och Sven-Bertil Lundström. Sommaren 1997 släpptes till slut plattan ”Dash” och får överlag riktigt bra recensioner.
Under hösten 1997 drabbas bandet av personlig tragik vilket omöjliggör någon form av turné. Lars lämnar sedan bandet. Under 1998 fick bandet ett erbjudande att medverka på en julskiva kallad ”Released by X-mas” och spelade in låten White Christmas. Bandet är nu en trio som består av bröderna Reinholdsson och Ulf Larsson.  Efter denna inspelning så läggs The X-Union ned för gott.

## Medlemmar
- Börje Reinholdsson-sång
- Ulf Larsson-gitarr
- Mikael Reinholdsson-bas
- Lars Öhman-trummor

## Diskografi
- The morning will come (singel)
- Dash
- Heavy X-mas